# Serhij Tymoschenko

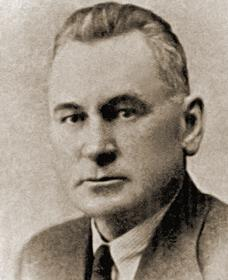
Serhij Tymoschenko, 1936

Serhij Prokopowytsch Tymoschenko (ukrainisch Сергій Прокопович Тимошенко; * 5. Februar 1881 in Basyliwka, (heute Rajon Konotop, Ukraine); † 6. Juli 1950 in Palo Alto, Vereinigte Staaten) war ein ukrainischer Architekt und ein bedeutender Vertreter der ukrainischen architektonischen Moderne. Er war Minister für Verkehrswesen der Ukrainischen Volksrepublik.

## Leben und Wirken
Serhij Tymoschenko wurde in die Familie des Landvermessers Prokop Tymoschenko geboren; seine Mutter entstammte der polnischen Familie Sarnawski.  Er besuchte das Gymnasium in Romny und studierte am St. Petersburger Institut für Bauingenieure. Während seines Studiums setzte sich Tymoschenko mit ukrainischer Architektur auseinander und engagierte sich in ukrainischen studentischen und politischen Kreisen. 1903 trat er der Revolutionären Ukrainischen Partei (RUP) bei. Bei Demonstrationen verwundet, wurde er vom Militärdienst befreit.
Nach seinem Abschluss arbeitete Tymoschenko am Bahnhofsbau in Kowel und entwarf einen Palast, Räumlichkeiten für Schaffner und Arbeiter sowie eine Schule, Lagerhäuser, eine Ambulanz und eine Frauenturnhalle. Ab 1908 war er bei der Südwestlichen Eisenbahn (Piwdenno-Sachidna Salisnyzja) in Kiew tätig, später bei der Nord-Donezk-Eisenbahn in Charkiw, wo er 1913 stellvertretender Chefingenieur wurde. Er leitete den Bau der Bahnlinien Fedoriwka–Skadowsk, Yama–Bachmut–Mykytiwka und Hryschyne–Riwne. In Charkiw entwarf er das Verwaltungsgebäude der Eisenbahn, das Volkskommissariat  für Arbeit der Ukrainischen SSR sowie Mietshäuser und fünfstöckige Gebäude im Stil der ukrainischen architektonischen Moderne. 1912 war der Architekt Gründer der Ukrainischen Abteilung für Kunst und Architektur in Charkiw und engagierte sich in Kultur- und Ingenieurverbänden.
Beim Allukrainischen Nationalkongress 1917 wurde Tymoschenko Mitglied der Ukrainischen Zentralna Rada, später Vorsitzender des Bauernkongresses der Sloboda-Ukraine und ab November 1918 Gouverneurskommissar der Region Charkiw. 1919–1920 war er Minister für Verkehrswesen der Ukrainischen Volksrepublik (UNR) in den Regierungen von Issaak Masepa, Wjatscheslaw Prokopowytsch und Andrij Liwyzkyj. Er wurde von der ukrainischen Regierung ermächtigt, mit der Donkosakenregierung über die Koordination antibolschewistischer Militäroperationen zu verhandeln. Tymoschenko nahm zusammen mit der UNR-Armee am Zweiten Winterfeldzug teil und wurde mit dem Symon-Petljura-Kreuz ausgezeichnet. Nach der Durchsuchung seiner Wohnung im Jahr 1921 beschlagnahmten die Tschekisten Tymoschenkos Archiv in Charkiw, darunter auch alle Zeichnungen seiner Entwürfe.
Nach seinem Umzug nach Lwiw im Jahr 1921 arbeitete er im Architekturbüro von Iwan Lewynskyj und in der Polnischen Baugesellschaft. Zudem entwarf er Kirchen, Klöster sowie Gutshöfe in Galizien und Wolhynien. Von 1924 bis 1929 unterrichtete er an der Ukrainischen Wirtschaftsakademie in Poděbrady und am Ukrainischen Studio für plastische Kunst in Prag. 1930 ließ sich Tymoschenko in Luzk nieder, arbeitete in der Bezirkslandverwaltung, als Berater des Bürgermeisters, war Mitglied der Lessja-Ukrajinka-Gesellschaft und engagierte sich für die Ukrainisierung der orthodoxen Kirche in Polen. Im Oktober 1933 übernahm er die Position des stellvertretenden Vorsitzenden des Wolynischen Komitees zur Hilfe für die Hungersnotopfer in der Sowjetukraine. 1935 wurde er in den polnischen Sejm gewählt und 1938 zum Senator der Polnischen Republik. Nach der Mobilisierung im Jahr 1943 wurde Tymoschenko der deutschen Bauorganisation Torta zugeteilt und arbeitete in Przemyśl, Lwiw, Dalmatien, Zagreb, Graz, Bilsk, Prag, Karlsbad und Heidelberg. Nach dem Zweiten Weltkrieg landete der Architekt in einem Lager für Displaced Persons. 1945–1946 lebte Tymoschenko in Heidelberg.
1946 emigrierte Serhij Tymoschenko in die Vereinigten Staaten und wohnte in Palo Alto, Kalifornien. Er entwarf mehrere Kirchen und andere Gebäude für die ukrainischen Gemeinden in Kanada, Argentinien, Paraguay und den USA. Insgesamt schuf er etwa 400 Bauwerke und architektonische Komplexe, darunter auch den Grabstein von Symon Petljura in Paris. Sein Sohn Oleksandr, Hauptarchitekt der U-Bahn in Washington, D.C., baute Wolkenkratzer in New York City und war Mitbegründer der Gesellschaft der ukrainischen Ingenieure in Amerika.

## Bauwerke (Auswahl)

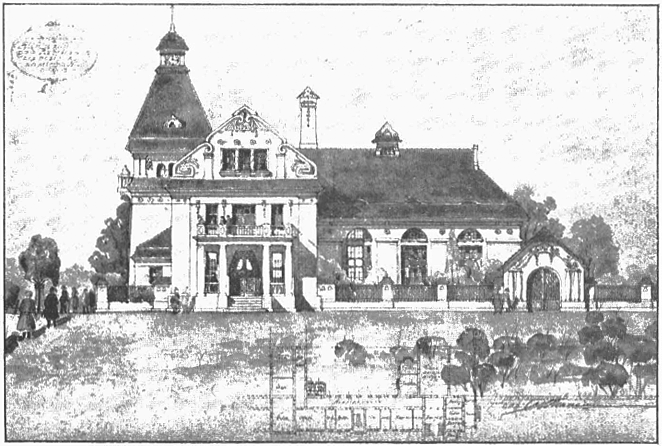
Entwurf des Rathauses einer Kleinstadt, 1920
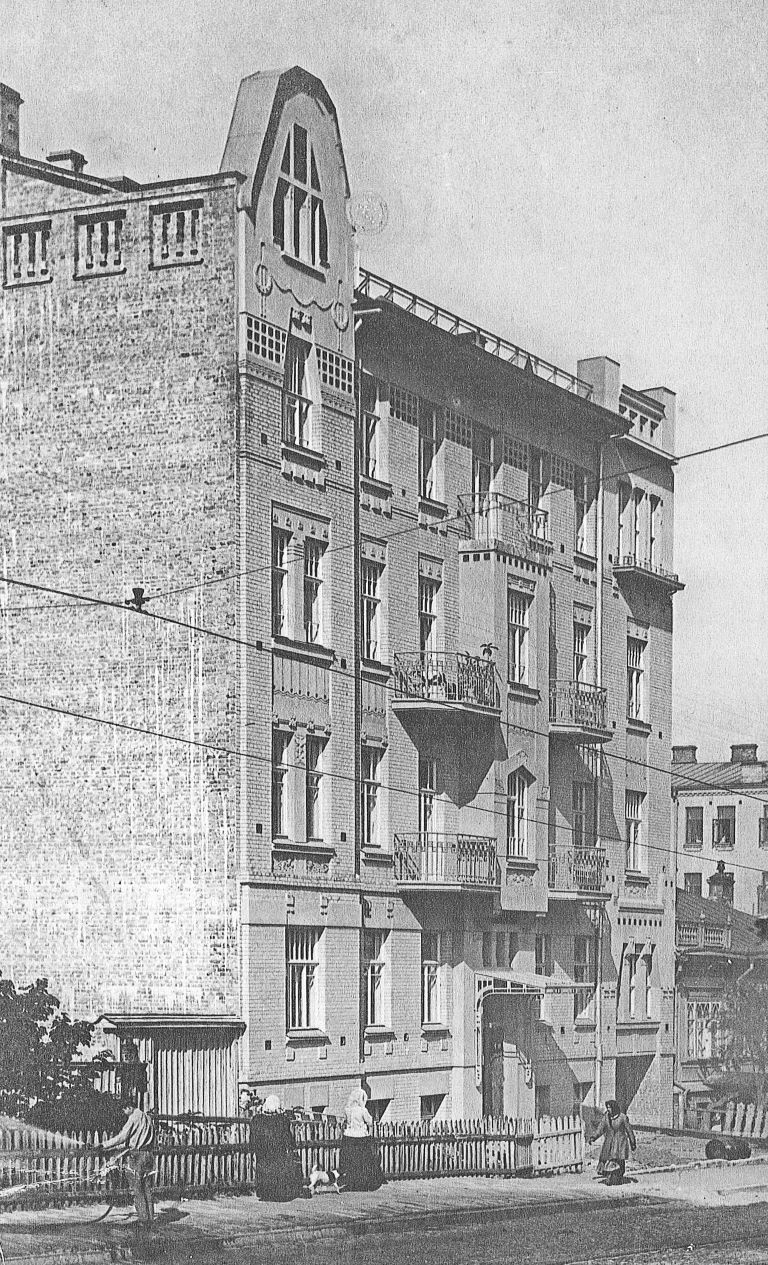
Mietshaus Lawrentjew, 1910er Jahre, Kiew
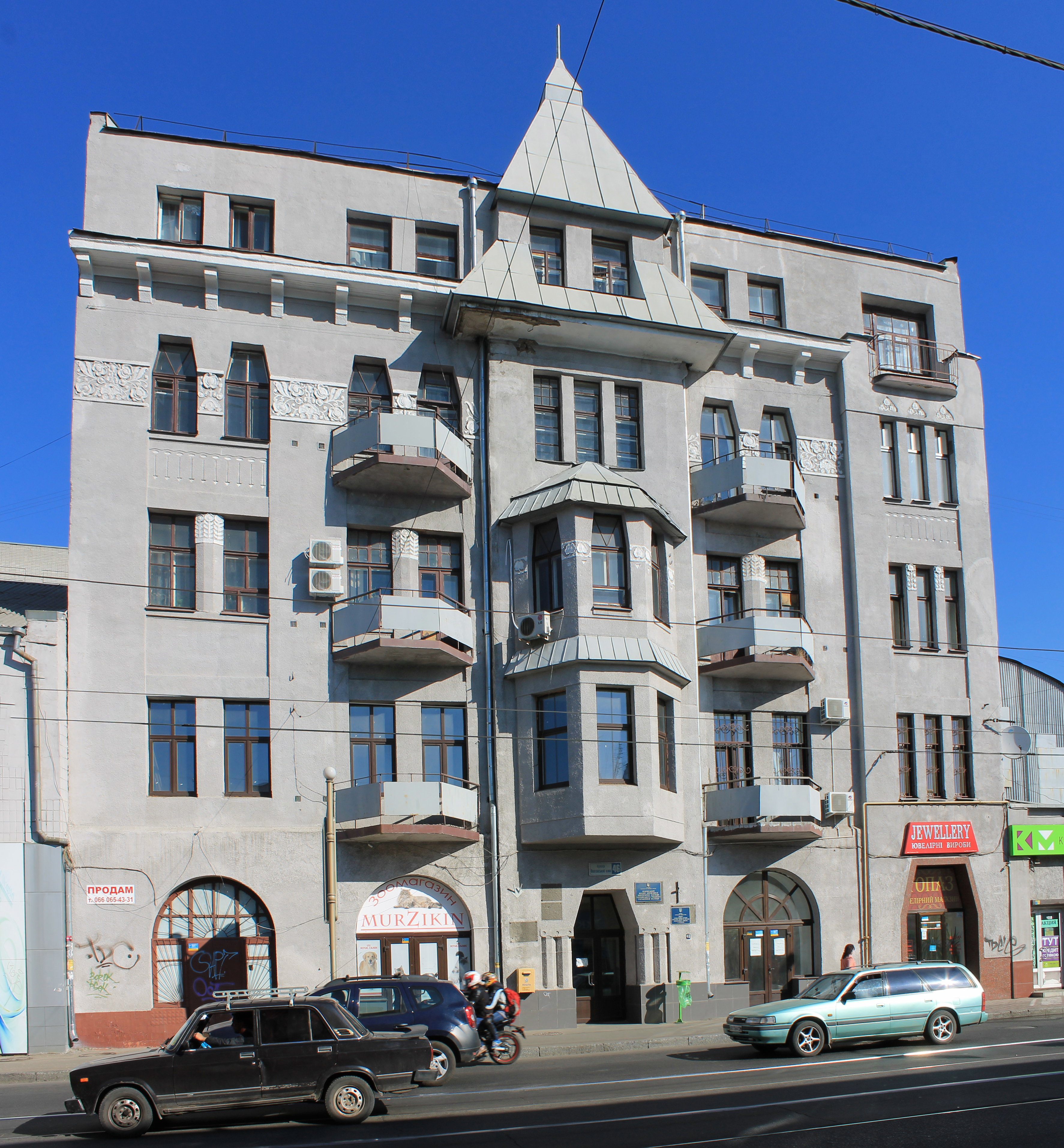
Mietshaus Popow, Charkiw
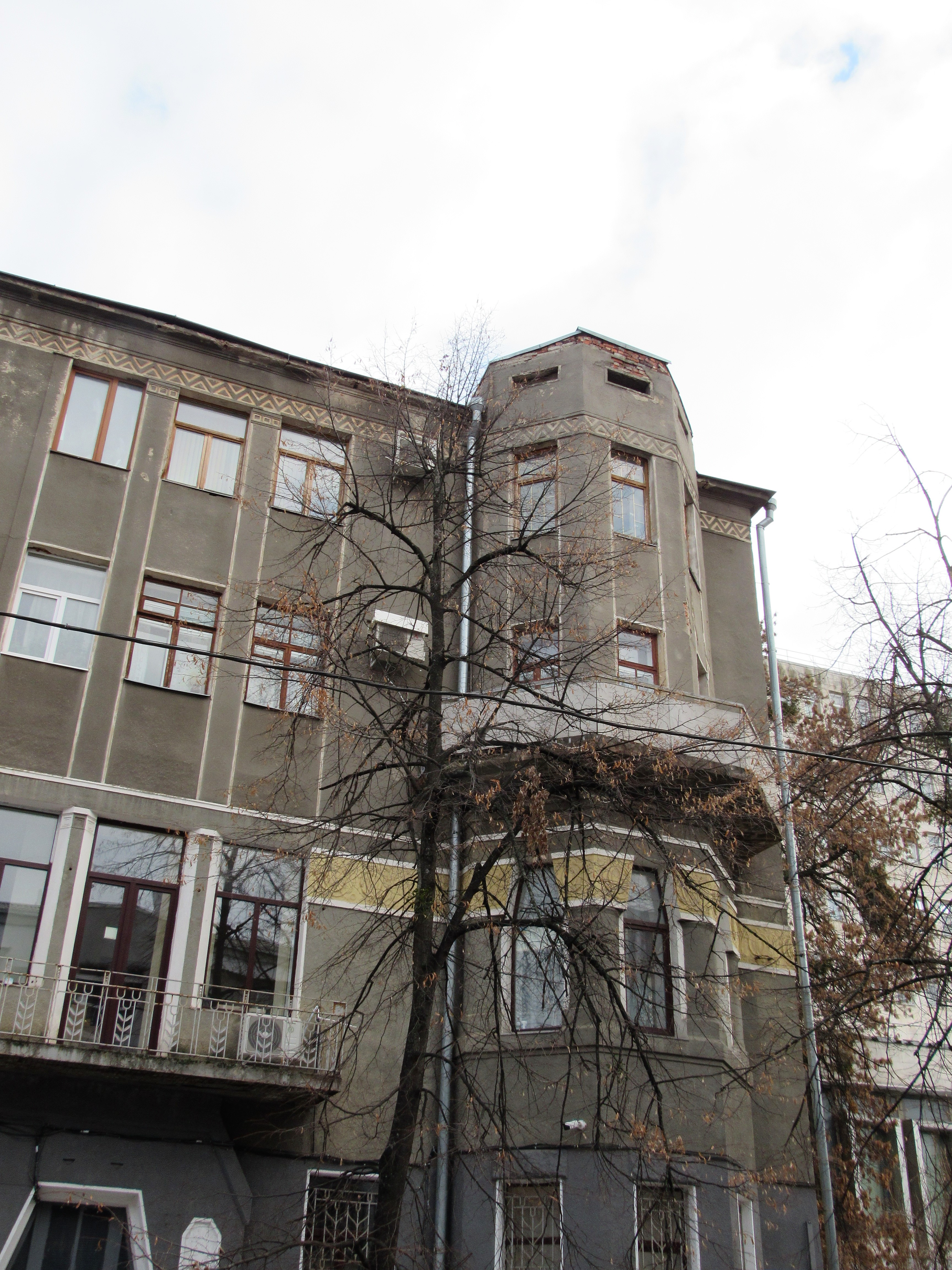
Mietshaus Bojko, Charkiw
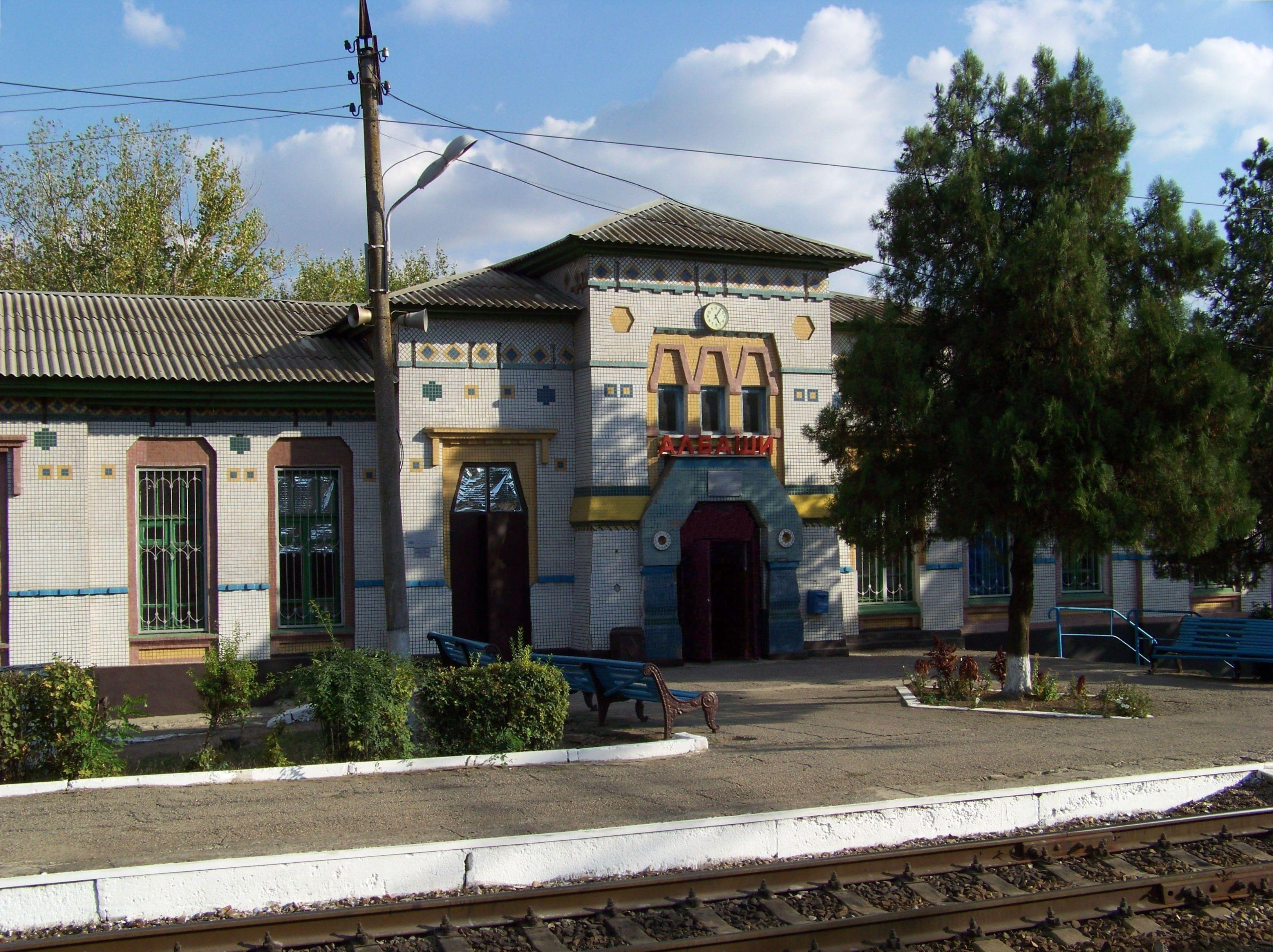
Bahnhof Nowominskaja
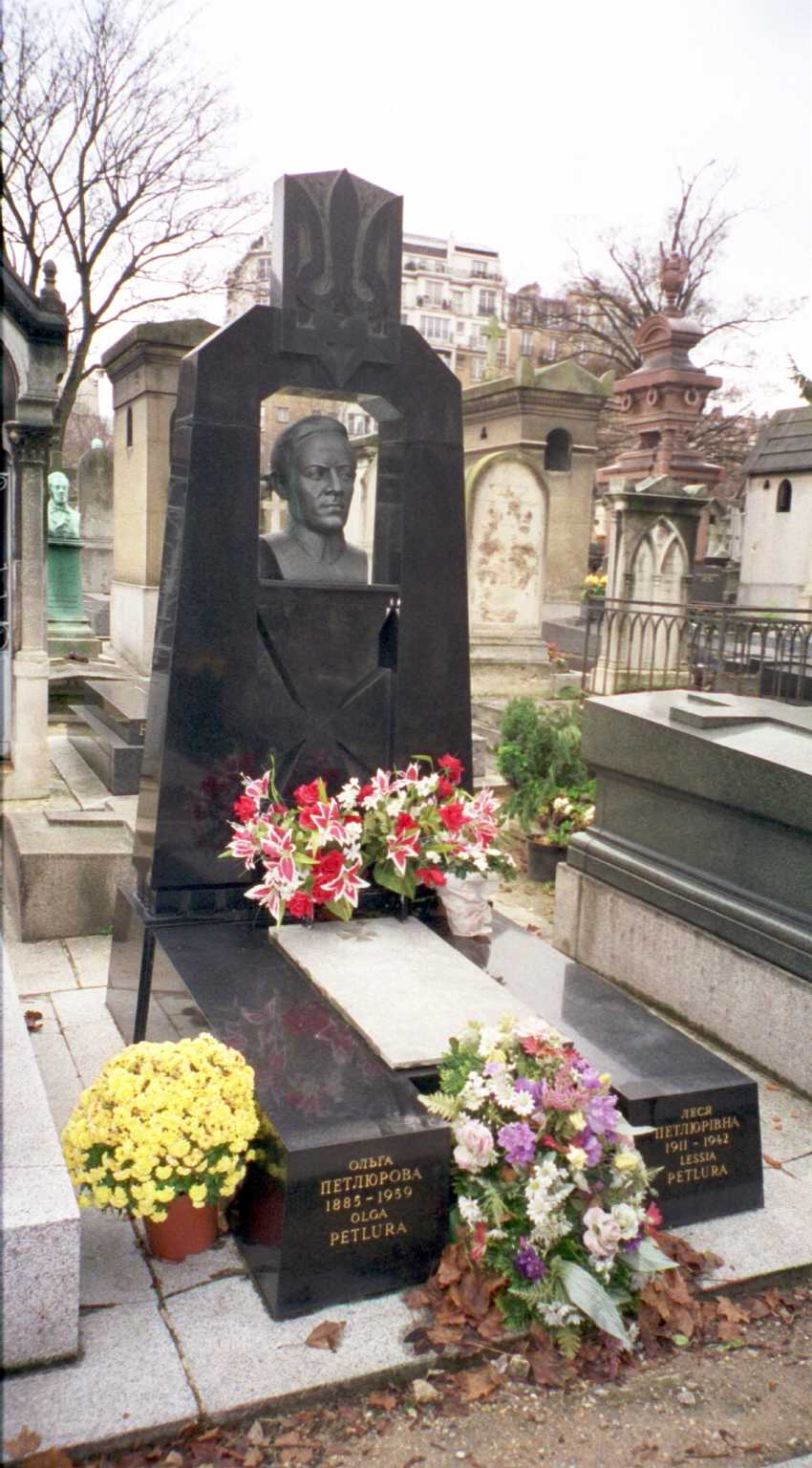
Grab von Symon Petljura, Paris
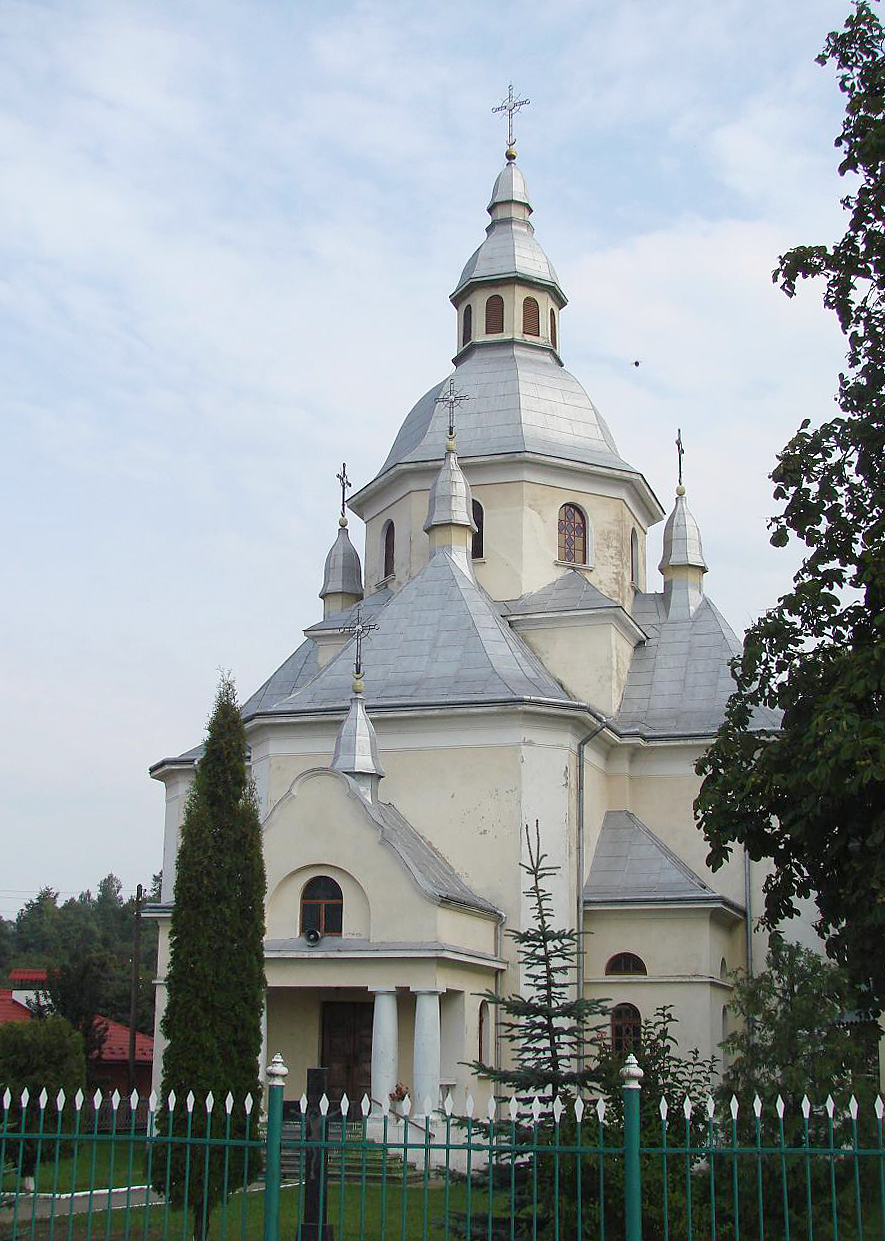
Mariä-Himmelfahrt-Kirche, Boryslaw
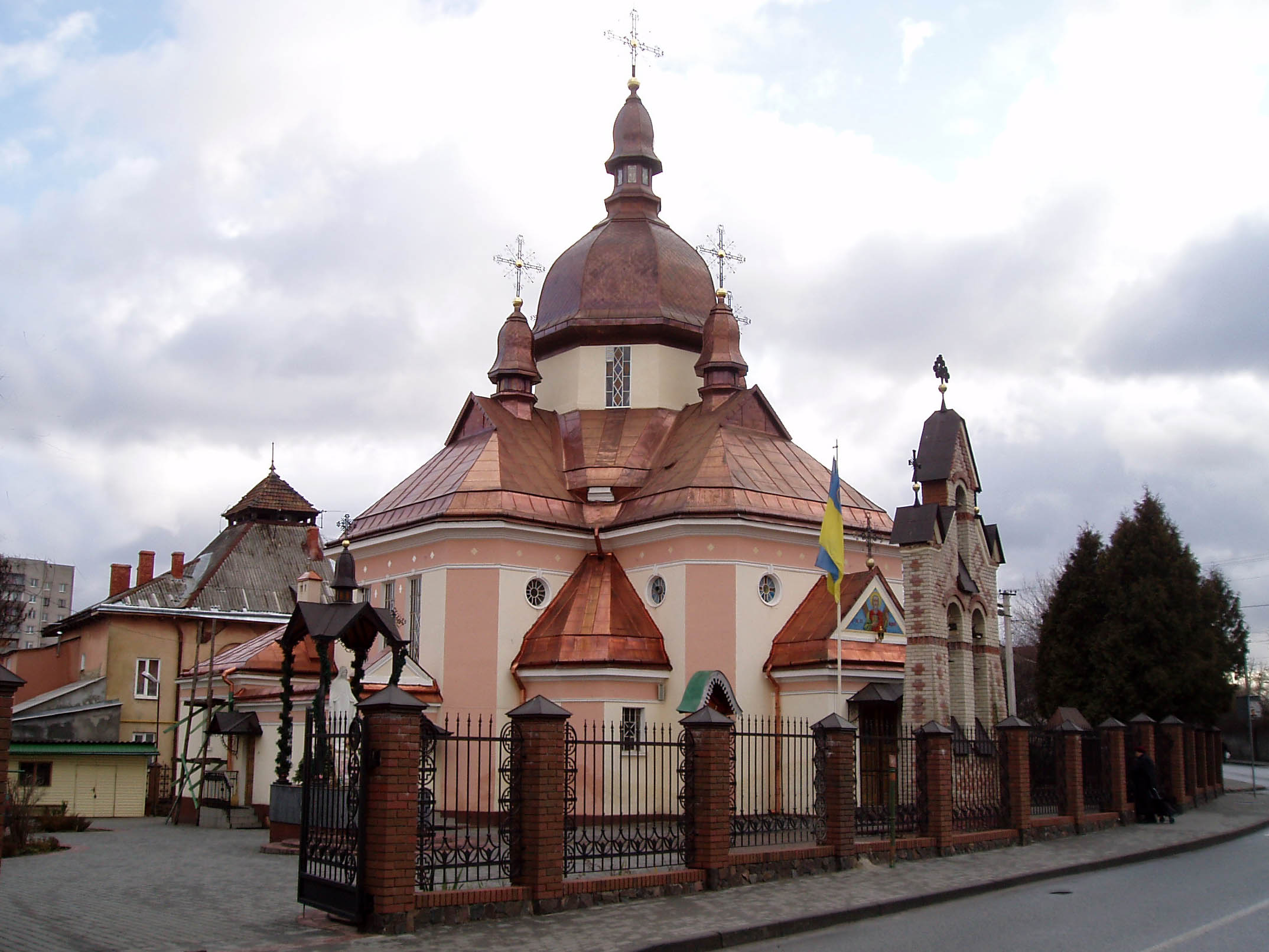
St. Andreaskirche, Klepariw, Lwiw
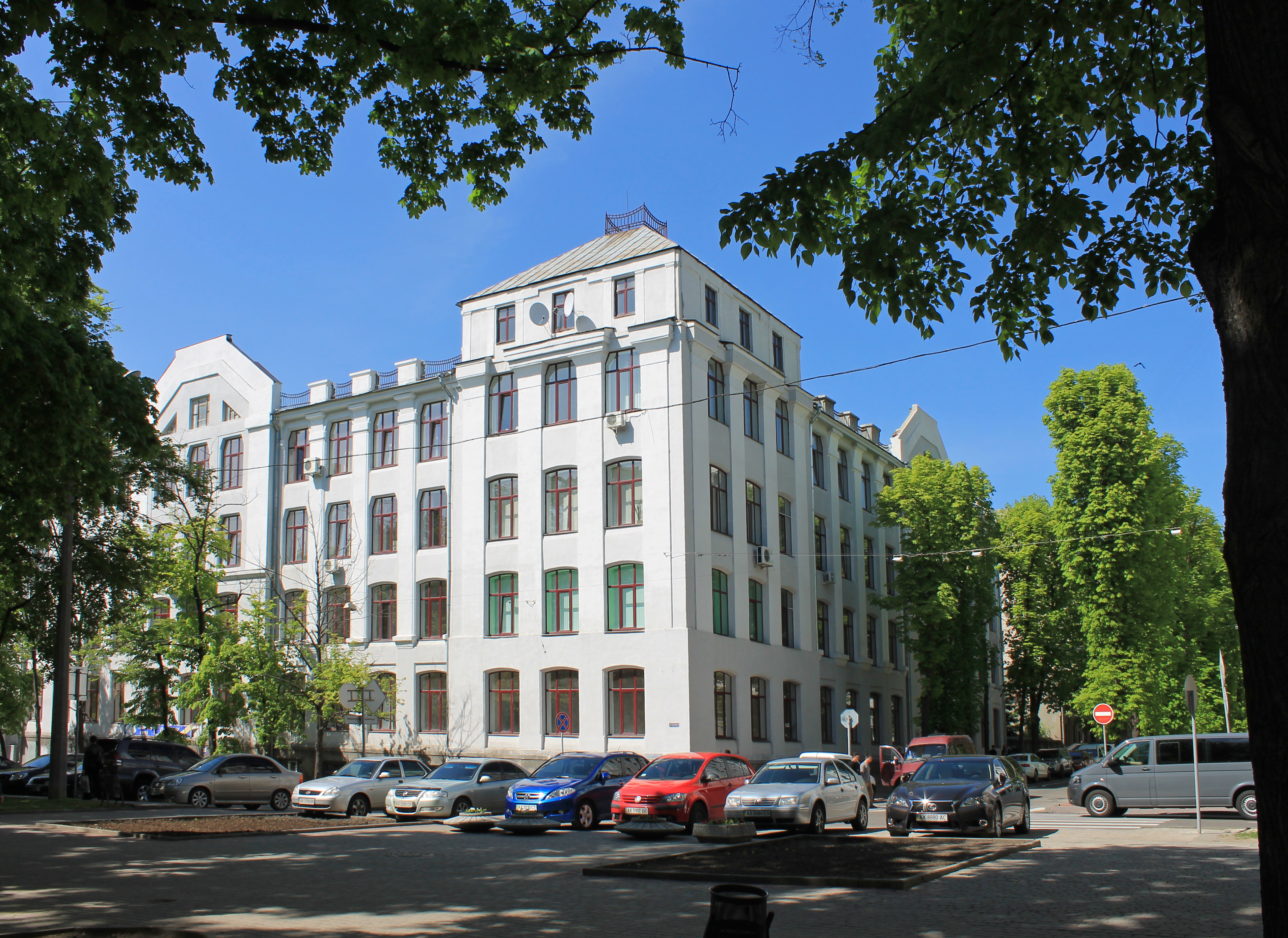
Das Gebäude des Volkskommissariats für Arbeit (bis 2022 Fakultät für Wirtschaftswissenschaft, Universität Charkiw), 2015
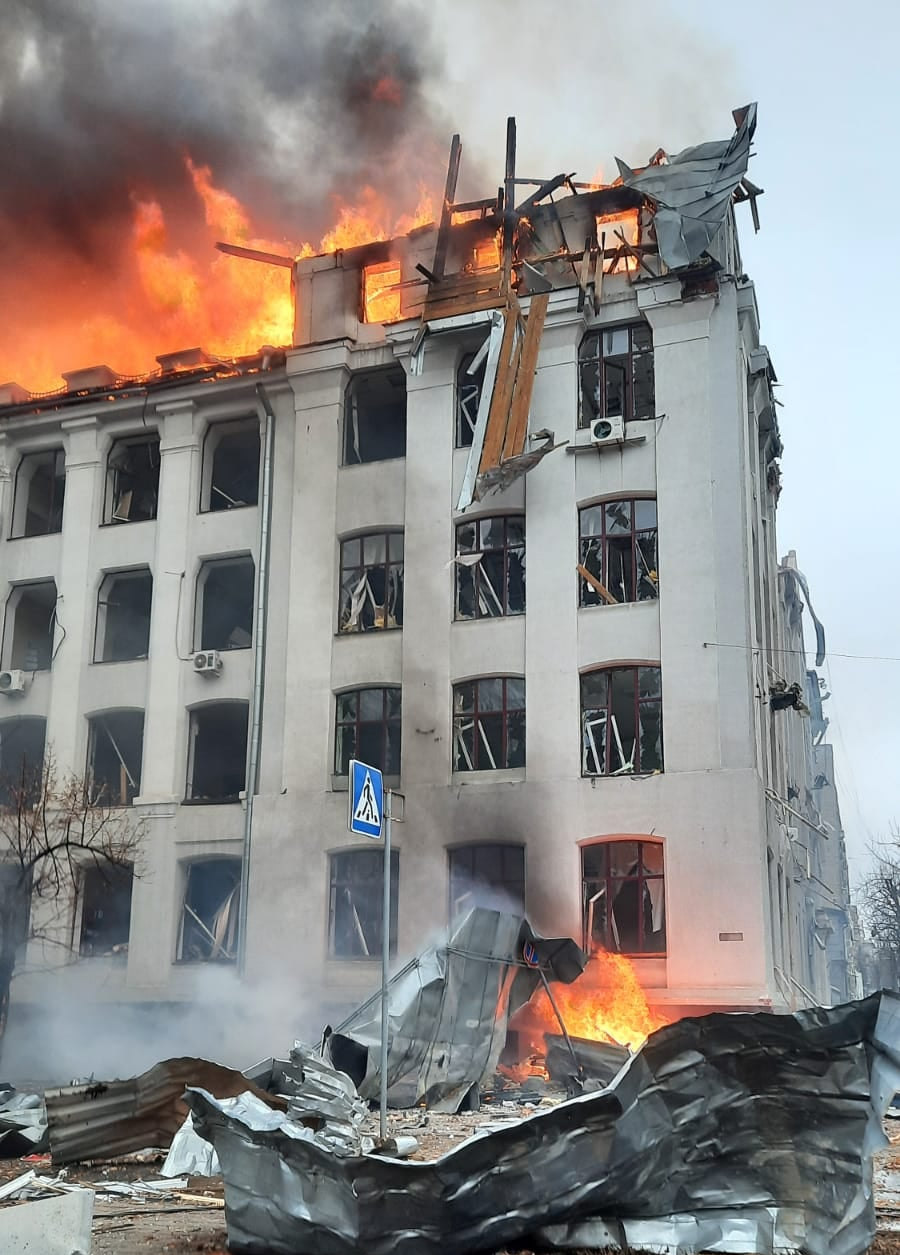
Das Gebäude nach dem russischen Raketenangriff am 2. März 2022